# Honda XR-V
Der Honda XR-V ist ein Sport Utility Vehicle des japanischen Automobilherstellers Honda. Er ist eine abgeleitete Version des Honda HR-V und wird ausschließlich in der Volksrepublik China verkauft. Gebaut wird das Fahrzeug von Dongfeng-Honda. Vom HR-V unterscheidet sich der XR-V unter anderem durch ein anderes Front- und Heckdesign. Hondas anderes Joint Venture Guangqi Honda Automobile fertigt in China noch den Honda Vezel, der dem HR-V deutlich ähnlicher sieht.

## 1. Generation (2014–2022)
Vorgestellt wurde die erste Generation der Baureihe auf der Chengdu Auto Show im August 2014. Seit November 2014 ist es in China erhältlich. Im Sommer 2019 wurde der XR-V überarbeitet.

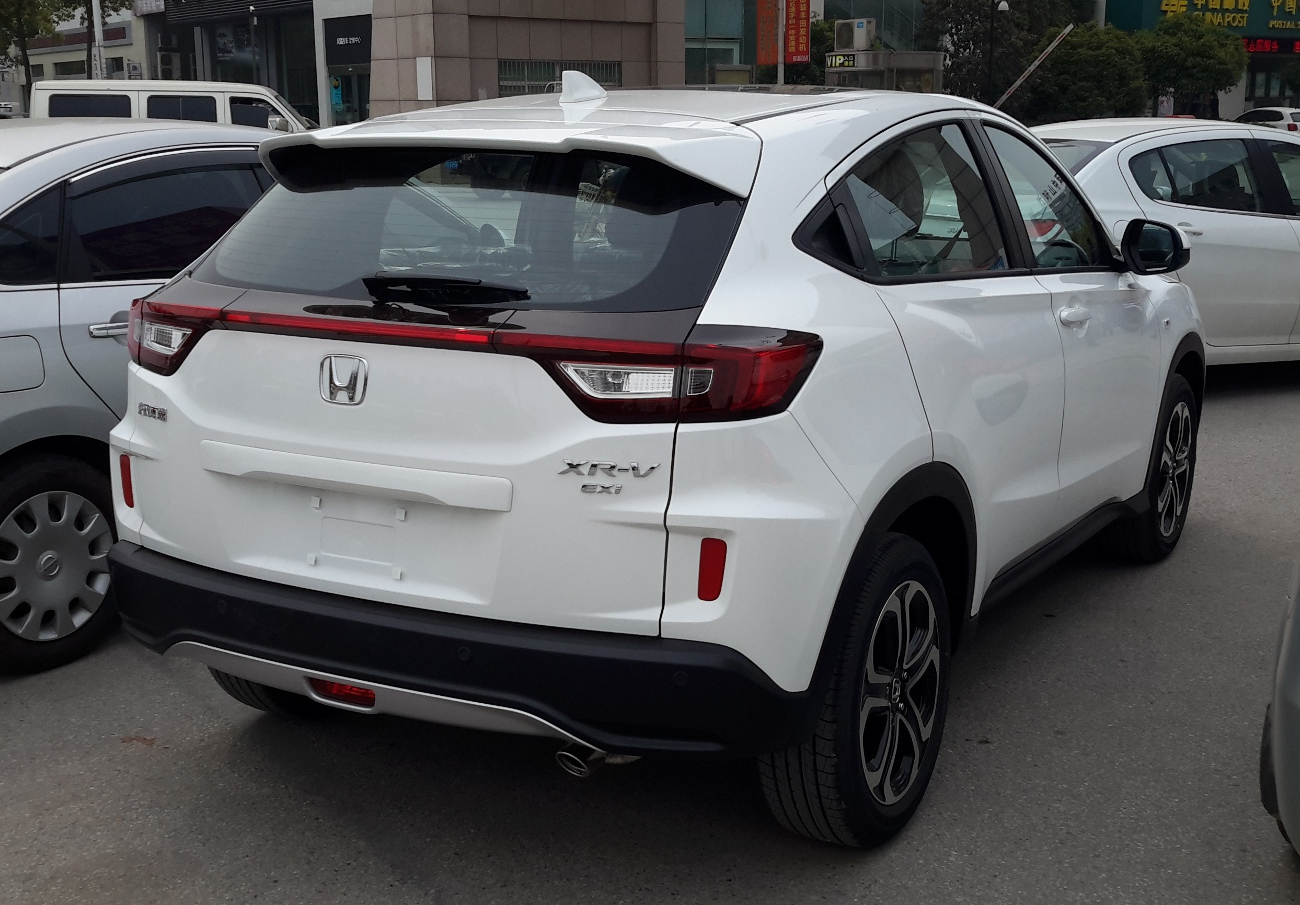
Heckansicht
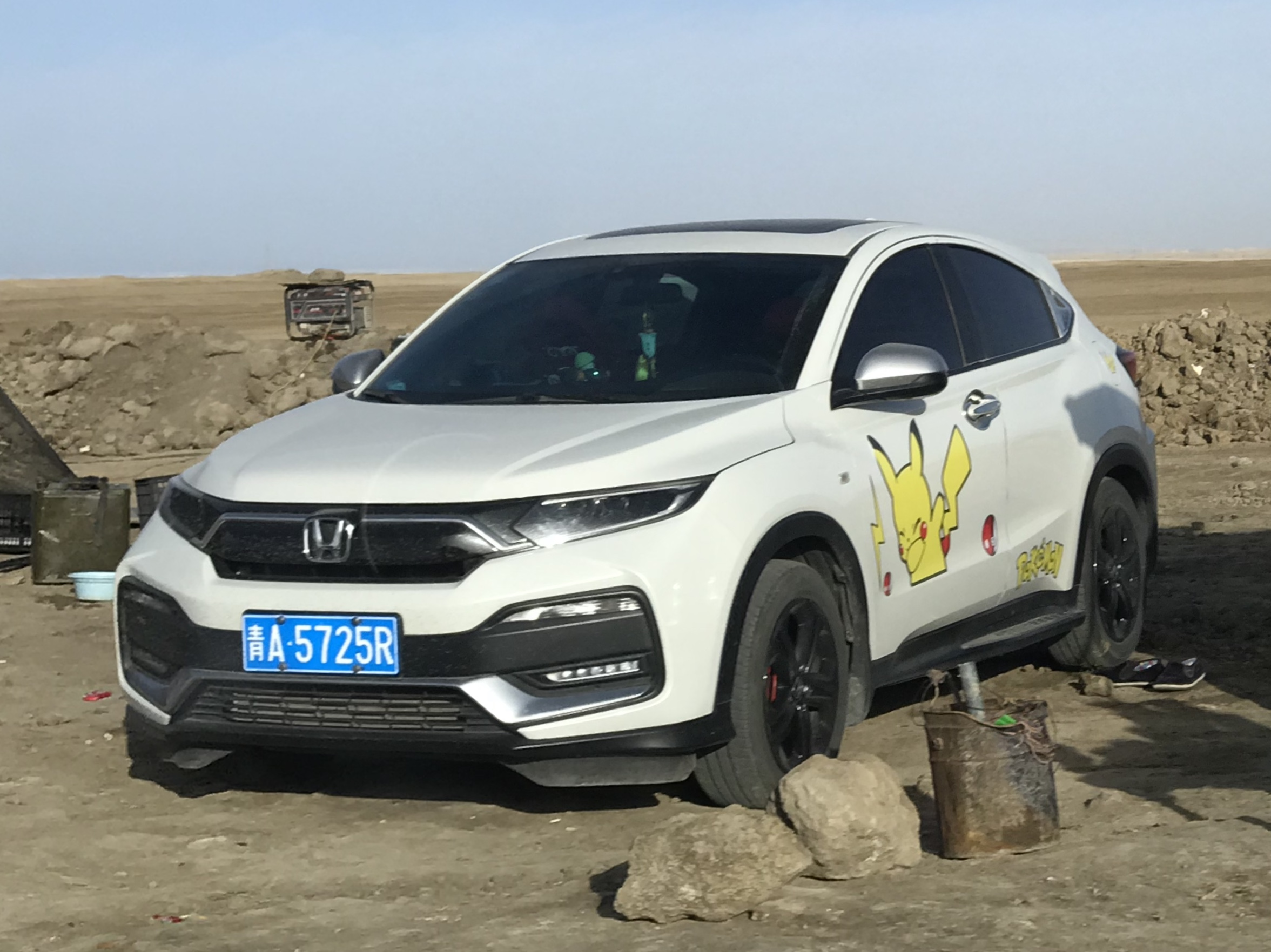
Honda XR-V (2019–2022)

### Technische Daten
Angetrieben wurde der XR-V zum Marktstart entweder von einem 96 kW (131 PS) starken 1,5-Liter-Ottomotor oder einem 100 kW (136 PS) starken 1,8-Liter-Ottomotor. Der kleinere Motor kommt auch im HR-V zum Einsatz. Serienmäßig haben beide Varianten ein 6-Gang-Schaltgetriebe, gegen Aufpreis ist ein stufenloses Getriebe erhältlich. Mit dem Facelift im Sommer 2019 wurde der 1,8-Liter-Ottomotor durch eine aufgeladene Variante des 1,5-Liter-Ottomotors mit 130 kW (177 PS) ersetzt.
|                                             | 1.5 i-VTEC                        | 220 Turbo              | 1.8 i-VTEC                |
| Bauzeitraum                                 | 06/2015–08/2022                   | 07/2019–08/2022        | 11/2014–07/2019           |
| Motorkenndaten                              |                                   |                        |                           |
| Motortyp                                    | R4-Ottomotor                      | R4-Ottomotor           | R4-Ottomotor              |
| Hubraum                                     | 1498 cm³                          | 1498 cm³               | 1798 cm³                  |
| Verdichtungsverhältnis                      | 11,5 : 1                          | 10,6 : 1               | 9,7 : 1                   |
| max. Leistung bei min−1                     | 96 kW (131 PS) / 6600             | 130 kW (177 PS) / 6000 | 100 kW (136 PS) / 6500    |
| max. Drehmoment bei min−1                   | 155 Nm / 4600                     | 220 Nm / 1700–5500     | 169 Nm / 4300             |
| Kraftübertragung                            |                                   |                        |                           |
| Antrieb, serienmäßig                        | Vorderradantrieb                  | Vorderradantrieb       | Vorderradantrieb          |
| Getriebe, serienmäßig                       | 6-Gang-Schaltgetriebe             | Stufenloses Getriebe   | 6-Gang-Schaltgetriebe     |
| Getriebe, optional                          | (Stufenloses Getriebe)            | —                      | (Stufenloses Getriebe)    |
| Messwerte                                   |                                   |                        |                           |
| Höchstgeschwindigkeit                       | 192–195 km/h (185–187 km/h)       | 200 km/h               | 198 km/h (183 km/h)       |
| Beschleunigung, 0–100 km/h                  | 11,1 s (11,4 s)                   | 8,9–9,0 s              | k. A. (9,4 s)             |
| Kraftstoffverbrauch auf 100 km (kombiniert) | 6,1–6,5 l Super (5,9–6,2 l Super) | 6,1 l Super            | 6,9 l Super (6,6 l Super) |
| Tankinhalt                                  | 50 l                              | 50 l                   | 50 l                      |

Werte in runden Klammern gelten für Modelle mit optionalem Getriebe.

## 2. Generation (seit 2022)
Die zweite Generation des XR-V wurde Ende Juli 2022 vorgestellt und kam gut einen Monat später in China in den Handel.

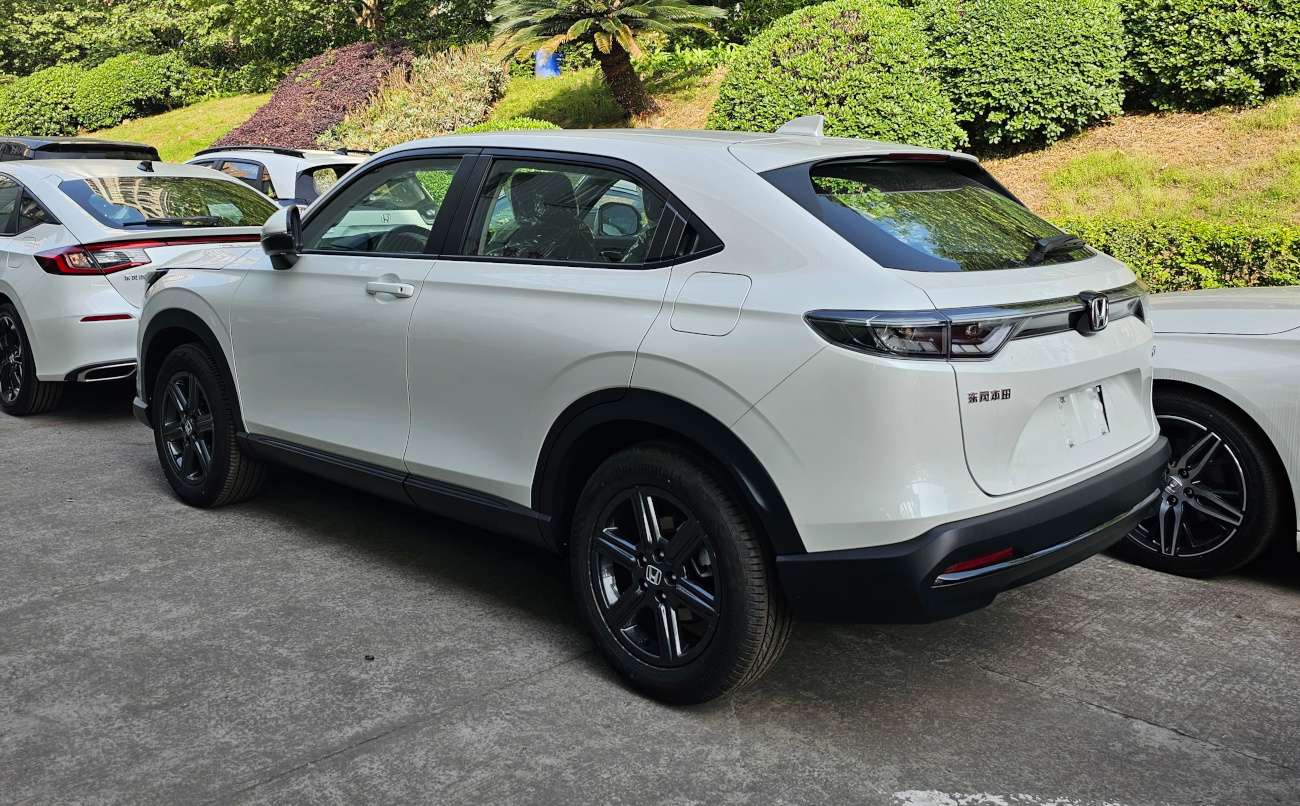
Heckansicht

### Technische Daten
Angetrieben wird der XR-V der zweiten Generation ausschließlich von einem 1,5-Liter-Ottomotor mit 91 kW (124 PS).
|                                             | 1.5 CVT               |
| Bauzeitraum                                 | seit 08/2022          |
| Motorkenndaten                              |                       |
| Motortyp                                    | R4-Ottomotor          |
| Hubraum                                     | 1498 cm³              |
| Verdichtungsverhältnis                      | 11,5 : 1              |
| max. Leistung bei min−1                     | 91 kW (124 PS) / 6600 |
| max. Drehmoment bei min−1                   | 145 Nm / 4700         |
| Kraftübertragung                            |                       |
| Antrieb, serienmäßig                        | Vorderradantrieb      |
| Getriebe, serienmäßig                       | Stufenloses Getriebe  |
| Messwerte                                   |                       |
| Höchstgeschwindigkeit                       | 180–183 km/h          |
| Beschleunigung, 0–100 km/h                  | k. A.                 |
| Kraftstoffverbrauch auf 100 km (kombiniert) | 6,3–6,4 l Super       |
| Tankinhalt                                  | 40 l                  |